# Teatro delle Saline
Il teatro delle Saline è un centro teatrale di Cagliari. Prende il nome dal luogo dove è situato, in prossimità dello stagno di Molentargius.
Costruito negli anni Trenta (1931) e utilizzato come sede del dopolavoro dei dipendenti delle saline viene chiuso nel 1936, rimanendo inutilizzato per oltre 50 anni.
La riapertura, dopo un restauro ad opera della compagnia teatrale Akròama -Teatro Stabile d'Arte Contemporanea, arrivò nel 1991. Il Teatro conserva le particolari forme dello stile Art Nouveau: affreschi policromi sul soffitto, dipinti baroccheggianti sulle pareti laterali, stucchi e motivi decorativi distribuiti sull'intera superficie. È uno dei rari esempi di architettura teatrale che, grazie alla ristrutturazione, ha conservato nel tempo la propria destinazione d'uso, e riveste un'importanza fondamentale a ragione del suggestivo contesto ambientale in cui è inserito.
Con un palco di circa 130 m² (11x11), 332 posti a sedere, una biblioteca aperta ad appassionati e studiosi, il teatro ospita annualmente convegni, congressi e diverse manifestazioni di enti pubblici e privati. Annualmente la struttura organizza la  Stagione del teatro contemporaneo (riservata a compagnie teatrali italiane e internazionali già affermate), la stagione 1 Euro Festival (ex stagione  Teatro a Mille Lire, più orientata verso un pubblico giovanile),  la stagione  Famiglie a Teatro (dedicata ai più piccoli e alle famiglie) e  Teatro per Ragazzi (riservato principalmente alle scuole).